# 坂東直哉
坂東 直哉（ばんどう なおや）は、日本の編集技師である。日本映画学校（現・日本映画大学）卒業。

## 主な作品

### 映画
助手作品
- 『アナザヘヴン』（2000年）
- 『バトルロワイアル』（2000年）
- 『星に願いを。』（2003年）
- 『メゾン・ド・ヒミコ』（2005年）

技師作品
- 『無認可保育園 歌舞伎町 ひよこ組』（2007年）
- 『0からの風』（2007年）
- 『60歳のラブレター』（2009年）
- 『蟹工船』（2009年）
- 『半分の月がのぼる空』（2010年）
- 『白夜行』（2011年）
- 『洋菓子店コアンドル』（2011年）
- 『うさぎドロップ』（2011年）
- 『神様のカルテ』（2011年）
- 『僕等がいた 前篇』（2011年）
- 『僕等がいた 後篇』（2011年）
- 『モンスターズクラブ』（2011年）
- 『くじけないで』（2013年）
- 『神様のカルテ2』（2014年）
- 『ホットロード』（2014年）
- 『アオハライド』（2014年）
- 『先生と迷い猫』（2015年）
- 『植物図鑑 運命の恋、ひろいました』（2015年）
- 『青空エール』（2016年）
- 『僕だけがいない街』（2016年）
- 『ぼくは明日、昨日のきみとデートする』（2016年）
- 『サクラダリセット 前篇』（2017年）
- 『サクラダリセット 後篇』（2017年）
- 『フォルトゥナの瞳』（2019年）
- 『君は月夜に光り輝く』（2019年）